# Szabadegyházak
A szabadegyházak (vagy más néven kisegyházak) az állami ellenőrzés alá nem tartozó egyházi közösségek, például az angol államegyháztól különböző angol és walesi protestáns egyházak. Itt, Angliában nevezték először a történelemben „szabadegyháziaknak” azokat a keresztényeket, akik az angol államegyház monopolhelyzete ellen tiltakoztak. Nem alkottak egységes felekezeteket, hitelveikben eltértek, de közös vonásuk volt az államegyházzal való szembenállás.
Magyarországon – az egykori SZET alapján – szabadegyházak elnevezéssel azokat az evangéliumi protestáns kisegyházakat, gyülekezeteket és vallási felekezeteket illették, amelyek bibliai meggyőződésük alapján ragaszkodtak az önkéntes, hitbeli döntésen alapuló tevékeny gyülekezeti tagsághoz, és gyülekezeteiket, valamint országos szerveiket és intézményeiket a gyülekezeti tagjaik önkéntes adományaiból tartották fenn. (→ SZET)
A vallásfelekezetek három fő típusának egyike a népegyházakkal és szektákkal együtt.
A köznyelvben és a sajtóban téves és szakszerűtlen gyűjtőfogalomként él egyfelől a történelmi, vagy nagyegyház elnevezés p.o. az evangélikus, a református, a római katolikus egyház és a zsidó felekezet megjelölésére, másfelől a kisegyház elnevezés p.o. a baptista, metodista stb. felekezetekre.
A szabadegyházak (németül: Freikirchen, angolul: Free Churches) elnevezés a kezdetben inkább csak néhány népegyház által képviselt „szabad államban szabad egyház" elvre vezethető vissza. A 19. század óta az önkéntes, hitvalló és tevékeny tagokból álló felekezeteket sorolják a szabadegyházak közé. Ezek fő jellemzői: az összkeresztyénség alapelveinek elfogadásán túl a Biblia kizárólagos tekintélyének elismerése, a lélekmentés (térítőtevékenység); az anyagi önfenntartás, az államhatalomtól való függetlenség. Gyülekezeteik berendezkedése demokratikus formák közt megvalósított teokrácia. A hittestvéri körből választanak házastársat, nagy figyelmet fordítanak a gyermeknevelésre.